# Cussay

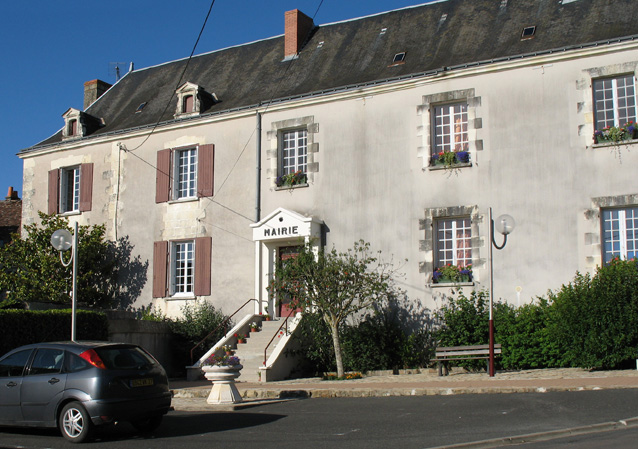
Cussay, ratusz

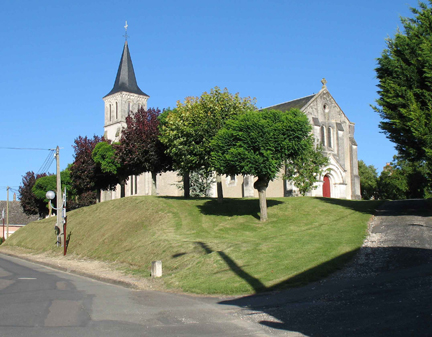
Cussay, kościół

Cussay – miejscowość i gmina we Francji, w Regionie Centralnym, w departamencie Indre i Loara.
Według danych na rok 1990 gminę zamieszkiwało 551 osób, a gęstość zaludnienia wynosiła 21 osób/km² (wśród 1842 gmin Regionu Centralnego Cussay plasuje się na 644. miejscu pod względem liczby ludności, natomiast pod względem powierzchni na miejscu 448.).